# Mastinocerus germaini
Mastinocerus germaini là một loài bọ cánh cứng trong họ Phengodidae. Loài này được Pic miêu tả khoa học năm 1930.